# Добывайки (фильм, 2011)
«Добыва́йки» (англ. The Borrowers) — телефильм по мотивам одноимённого романа английской писательницы Мэри Нортон.

## Сюжет
Рядом с обычными людьми в обычном доме могут жить необычные соседи — крошечные человечки. Они добывают всё нужное из того, что не нужно вам — немножко еды, лоскутки и обрывки.
Они не крадут, они добывают себе только самое необходимое и поэтому называются «добывайки». Добывайки выживают до тех пор, пока их не обнаружат люди. Тогда добывайки вынуждены покинуть свой дом и искать новое пристанище. Всё усложняется, когда профессор зоологии Майлдай в поисках научной сенсации решает заполучить живые доказательства миниатюрной жизни. Это ставит под угрозу спокойную жизнь Пода и Хомили, а также их юной дочери Ариэтти.

## В ролях
- Кристофер Экклстон — Под Клок
- Шарон Хорган — Хомили Клок
- Эшлин Лофтус — Ариэтти Клок, дочь Пода и Хомили
- Роберт Шиэн — Спиллер
- Фрэнсис Чоулер — друг Спиллера
- Чарли Хисхок — Джеймс
- Виктория Вуд — миссис Драйвер
- Шон Дули — Роберт Миллманок
- Стивен Фрай — профессор Майлдай
- Энн Хирш — Дженни